# San Vicente de Nogueira
San Vicente de Nogueira es una parroquia española del municipio de Meis, perteneciente a la provincia de Pontevedra, en la comunidad autónoma de Galicia.

## Historia
Hacia mediados del siglo XIX, el lugar, ya por entonces perteneciente a Meis, tenía contabilizada una población de 560 habitantes. Aparece descrito en el duodécimo volumen del Diccionario geográfico-estadístico-histórico de España y sus posesiones de Ultramar de Pascual Madoz con las siguientes palabras:

NOGUEIRA (San Vicente): felig. en la prov. de Pontevedra (2 leg.), part. jud. de Cambados (1 1/2), dióc. de Santiago (7), ayunt. de Meis (1/4): sit. á la izq. del r. Umia, y al E. de la cap. del part. La combaten principalmente los aires del S. y E.; el clima es templado y aunque húmedo, sano. Tiene unas 100 casas repartidas en las ald. de Caticobas, Mosteiro, Quintanes, Penente, Remiron, Sobreira y Zacande. Hay escuela de primeras letras frecuentada por 20 niños de ambos sexos, cuyo maestro está dotado con 400 rs. anuales en frutos. La igl. parr. (San Vicente) se halla servida por un cura de entrada y patronato del conde de San Roman: tambien hay una ermita dedicada á San José, en la ald. de Caticobas; hallándose en Mosteiro la igl. que fue del monast. de Templarios existente en dicha ald., cuya igl. es antiquísima, de construccion gótica, en la cual hay sepúlcros con figuras de caballeros armados. Confina el térm. N. Paradela y Lois: E. San Lorenzo de Nogueira; S. Sto. Tomé de Nogueria y Castrove, y O. San Salvador de Meis. El terreno en lo general es de mediana calidad. Hácia el S. existe la sierra del Castrove poblada de algunos robles y castaños, de la cual baja un riach. que se dirige al N. para reunirse con otros 2 que vienen de San Lorenzo de Nogueira, y despues confluyen en el Umia cerca de Paradela: dicho riach. tiene 2 puentecillos de mala construccion. Cruza por esta parr. un camino carretero que conduce desde la cap. de prov. á la de este part. jud.: el correo se recibe en Pontevedra por los interesados. prod.: maiz, centeno, trigo, lino, vino inferior, frutas, patatas, castañas y habichuelas; se cria ganado vacuno, lanar y de cerda; y alguna caza de liebres, conejos y perdices. ind.: la agrícola y 4 molinos harineros. pobl.: 120 vec., 560 alm. contr.: con su ayunt. (V.).
(Madoz, 1849, p. 175)

En 2022, tenía empadronados 902 habitantes.